# Phrygilus punensis
Phrygilus punensis là một loài chim trong họ Thraupidae.